# 수민 (1994년)
수민(본명: 지수민 (池受玟), 1994년 9월 3일 ~ )은 대한민국의 걸 그룹 소나무의 리더, 서브보컬을 맡았었다.
소속사인 TS엔터테인먼트와 계약상의 문제가 발생해서 소나무를 탈퇴했다. 전효성과 비슷한 상황으로 사측에서 계약 내용을 공개하지 않으려고 버티다가 이런 일이 발생했다.

## 출연 작품

### 텔레비전 프로그램
- 2016년 디즈니 주니어 - 《말랑말랑 도우랑》 - (수민)
- 2017년 디즈니 주니어 - 《말랑말랑 도우랑2》 - (수민)
- 2018년 디즈니 주니어 - 《말랑말랑 도우랑3》 - (수민)

### 드라마
- 2014년 OCN 일요드라마 《귀신 보는 형사 처용》 - 정연주 역 (4회 특별출연)
- 2016년 웹드라마 《더 미라클》 - 미라클 걸즈 소속 멤버 역

## 기타
- 여자친구의 리더 소원의 고등학교 및 대학교 선배이다.
- 목소리가 허스키해 이색적인 매력이 있다.